# Cospicua
Cospicua is een versterkte havenstad en gemeente op het eiland Malta. Onder de lokale bevolking staat de stad bekend onder de naam Bormla. Cospicua is de grootste van de zogenaamde Drie Steden, voor Senglea en Vittoriosa. Cospicua is in geografisch opzicht de middelste van deze drie. Ooit ontving de stad de naam Citta' Cottonera, maar deze naam wordt nu abusievelijk gebruikt om de gehele regio mee aan te duiden. Cospicua heeft een inwoneraantal van 5.642 (november 2005).
De jaarlijkse festa van Cospicua vindt plaats op 8 december. Men viert dit dorpsfeest ter ere van de Onbevlekte Ontvangenis. De stad wordt door haar inwoners dan ook vaak aangeduid als Belt l-Immakulata (letterlijk "de Stad van de Onbevlekte), naar Maria die Cospicua's beschermheilige is.
De voetbalclub van de stad, St. George's FC, is de oudste club van het eiland. Hoewel de club officieel pas in 1890 werd gesticht, bestaat er bewijs dat er al in 1885 drie voetbalclubs bestonden in Cospicua.

## Geboren in  Cospicua
- Carmelo Mifsud Bonnici (1933-2022), premier van Malta (1984-1987)
- Joe Grech (1934-2024), zanger